# The Renaissance Society of America
Die Renaissance Society of America (RSA) ist eine akademische Vereinigung, die 1954 gegründet wurde. Sie widmet sich der Renaissance, die sie zeitlich mit den Jahren 1300 bis 1650 abgrenzt. Schwerpunkte sind Kunstgeschichte und Geschichte. Ihr Sitz befindet sich im Graduate Center der City University of New York, jedoch findet die Jahresversammlung an wechselnden Orten in Nordamerika statt. 

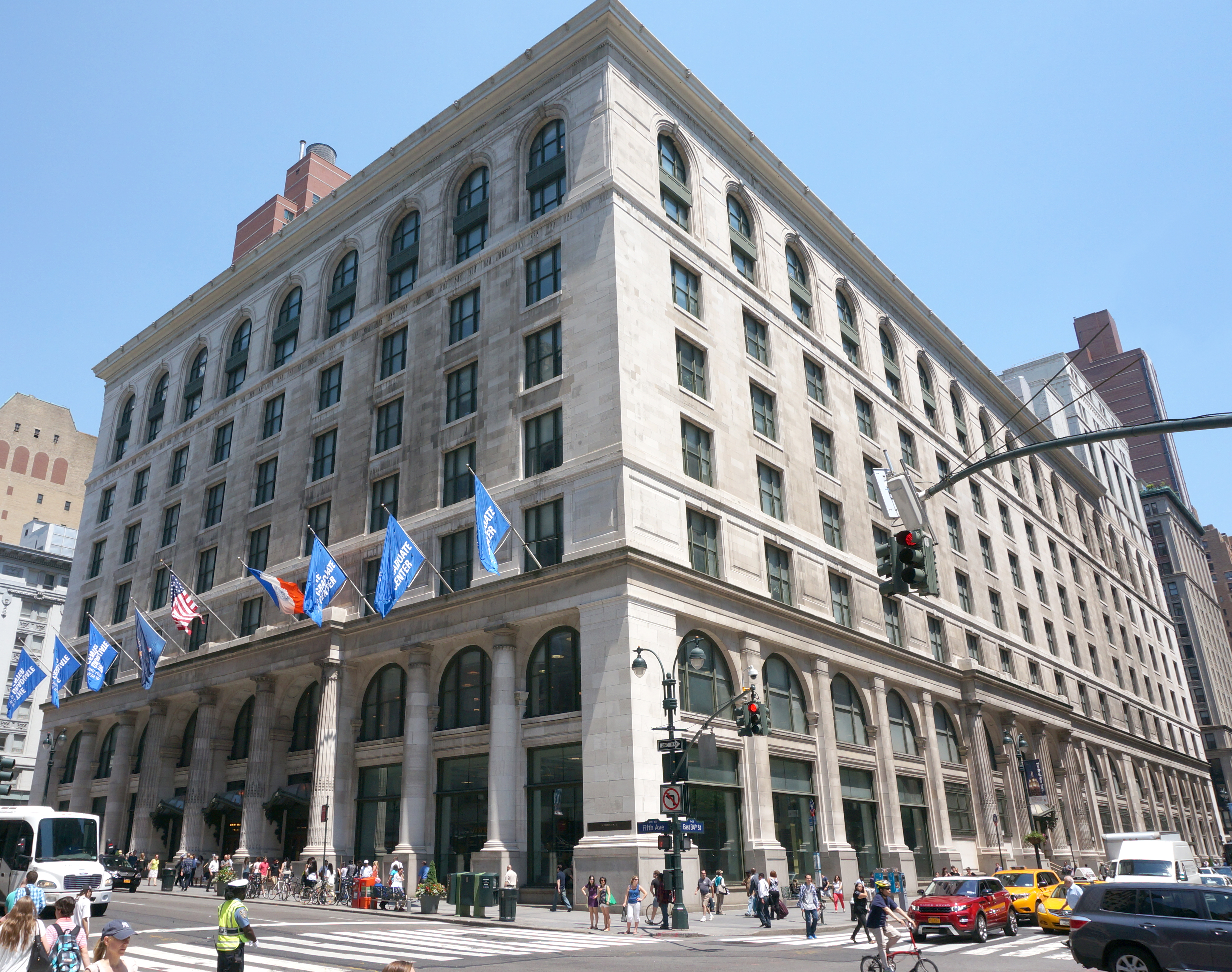
Graduate Center, Sitz der Renaissance-Gesellschaft Amerikas

Die Leitung hat ein Executive Board inne, dem feste Angestellte zur Seite stehen. Hinzu kommt ein Ratsgremium, das sich aus Repräsentanten der verschiedenen Disziplinen und assoziierten Institutionen zusammensetzt. Präsidentin war von 2010 bis 2012 Elizabeth Cropper, bis 2014 Edward Muir, bis 2016 Joseph Connors. Ihm folgte Clare Carroll im Amt. Von 2008 bis 2010 hatte William J. Kennedy das Präsidentenamt inne. Erster Präsident war John H. Randall, Jr. (1954–1956). Ihm folgte Paul Oskar Kristeller (1957–1958) im Amt. 
Die Gesellschaft veröffentlicht als vierteljährlich erscheinende Zeitschrift den Renaissance Quarterly, daneben erscheinen als Mitteilungsblatt für die Mitglieder oder Newsletter die Renaissance News & Notes. Als Serie zur Publikation von Monographien und vor allem Quellen dient die Renaissance Society of America Reprint Text Series. 
Darüber hinaus vergibt die Gesellschaft den Phyllis Goodhart Gordan Prize für das beste Buch aus dem Bereich der Renaissance-Studien. 
Die Renaissancegesellschaft hat ein weites Netz von assoziierten Organisationen aufgebaut. Zu diesen gehören zahlreiche Forschungs- und Hochschuleinrichtungen, wie die American Cusanus Society, das Arizona Center for Medieval & Renaissance Studies, die Canadian Society for Renaissance Studies / Sociéte canadienne d’études de la Renaissance, das Center for Medieval & Renaissance Studies an der California State University, das Center for Medieval & Renaissance Studies an der Saint Louis University, das Center for Renaissance & Baroque Studies an der University of Maryland, das Centre de Recherches Epistéme an der Université Paris III–Sorbonne Nouvelle, ebenso wie das Centre for Early Modern Studies an der University of Aberdeen oder das Centre for Reformation and Renaissance Studies an der University of Toronto. Hinzu kommt, das Centre for Renaissance & Early Modern Studies, Queen Mary, University of London, das Columbia University Seminar in the Renaissance in New York, die Erasmus of Rotterdam Society in Den Haag, das Istituto Storico Italiano per il Medio Evo oder The Italian Art Society, die Medieval & Renaissance Studies Association in Israel an der Universität Haifa, die Pacific Northwest Renaissance Society im kanadischen Calgary, die Princeton Renaissance Studies der Princeton University, Roma Nel Rinascimento in Rom, die Society for Renaissance Studies der  University of Nottingham, die South African Society for Medieval & Renaissance Studies in Johannesburg sowie das University of California Center for Medieval & Renaissance Studies. Insgesamt waren Anfang 2011 über 90 Organisationen assoziiert, die meisten von ihnen in Nordamerika und Großbritannien, aber auch in Frankreich, Kanada, Südafrika, Israel, Spanien und Italien.